# واکنش ابتدایی
واکنش ابتدایی(به انگلیسی: Elementary reaction) گونه ساده و ابتدایی از واکنش‌های شیمیایی است که طی آن مواد اولیه به‌طور مستقیم طی یک مرحله و بدون تبدیل شدن به مواد واسط به محصول یا محصولات واکنش تبدیل می‌شوند.
{\displaystyle {\mbox{A}}\rightarrow {\mbox{products.}}}
در دمای ثابت سرعت چنین واکنش‌هایی با غلظت گونه‌های مواد اولیه رابطه مستقیم دارد.
{\displaystyle {\frac {d[{\mbox{A}}]}{dt}}=-k[{\mbox{A}}].}